# III Universiade invernale
La III Universiade invernale si è svolta dall'11 al 17 febbraio 1964 a Špindlerův Mlýn, nell'allora Cecoslovacchia.
I giochi sono stati ufficialmente aperti da Antonín Novotný e hanno visto gareggiare 410 atleti provenienti da 21 nazioni, impegnati in 5 diverse discipline sportive.

## Medagliere
Paese ospitante 
| Pos.   | Paese            | Oro | Argento | Bronzo | Totale |
| ------ | ---------------- | --- | ------- | ------ | ------ |
| 1      | Germania Ovest   | 3   | 3       | 1      | 7      |
| 2      | Unione Sovietica | 3   | 2       | 3      | 8      |
| 3      | Austria          | 2   | 2       | 2      | 6      |
| 4      | Francia          | 2   | 1       | 2      | 5      |
| 5      | Giappone         | 1   | 4       | 1      | 6      |
| 6      | Svizzera         | 1   | 1       | 1      | 3      |
| 7      | Cecoslovacchia   | 1   | 1       | 1      | 3      |
| 8      | Polonia          | 1   | 0       | 3      | 4      |
| 9      | Ungheria         | 1   | 0       | 0      | 1      |
| 10     | Bulgaria         | 0   | 1       | 0      | 1      |
| 11     | Romania          | 0   | 0       | 1      | 1      |
| Totale | Totale           | 15  | 15      | 15     | 45     |

## Podi

### Sci alpino
Slalom maschile
- Oro – Fritz Wagnerberger (Germania Ovest)
- Argento – Yoshiharu Fukuhara (Giappone)
- Bronzo – Taliy Monastyrev (Unione Sovietica)

Slalom gigante maschile
- Oro – Jerzy Wojna (Polonia)
- Argento – Hajima Tomii (Giappone)
- Bronzo – Fritz Wagnerberger (Germania Ovest)

Discesa maschile
- Oro – Fritz Wagnerberger (Germania Ovest)
- Argento – Günther Scheuerl (Germania Ovest)
- Bronzo – Manfred Kostinger (Austria)

Combinata maschile
- Oro – Fritz Wagnerberger (Germania Ovest)
- Argento – Günther Scheuerl (Germania Ovest)
- Bronzo – Jerzy Wojna (Polonia)

Slalom femminile
- Oro – Annie Famose (Francia)
- Argento – Pascale Judet (Francia)
- Bronzo – Heidi Obrecht (Svizzera)

Slalom gigante femminile
- Oro – Hiltrud Rohrbach (Austria)
- Argento – Heidi Obrecht (Svizzera)
- Bronzo – Cécile Prince (Francia)

Discesa femminile
- Oro – Annie Famose (Francia)
- Argento – Hiltrud Rohrbach (Austria)
- Bronzo – Pascale Judet (Francia)

Combinata femminile
- Oro – Heidi Obrecht (Svizzera)
- Argento – Hiltrud Rohrbach (Austria)
- Bronzo – Ilona Miclos (Romania)

### Sci nordico
15 km maschile
- Oro – Igor Vorongichin (Unione Sovietica)
- Argento – Valery Tarakanov (Unione Sovietica)
- Bronzo – Nikolay Arzilov (Unione Sovietica)

5 km femminile
- Oro – Nina Demina (Unione Sovietica)
- Argento – Krastana Stoeva (Bulgaria)
- Bronzo – Weronika Budna (Polonia)

### Combinata nordica
La gara consisteva nel salto con gli sci da una piccola collina e in una gara di 15 km di sci di fondo.

Maschile
- Oro – Vyacheslav Dryagin (Unione Sovietica)
- Argento – Stefan Oleksak (Cecoslovacchia)
- Bronzo – Takashi Fujisawa (Giappone)

### Salto con gli sci
Maschile
- Oro – Baldur Preiml (Austria)
- Argento – Yuriy Zubarev (Unione Sovietica)
- Bronzo – Andrzej Szfolt (Polonia)

### Pattinaggio di figura
Singolo maschile
- Oro – Karol Divín (Cecoslovacchia)
- Argento – Nobuo Sato (Giappone)
- Bronzo – Valeriy Meshkov (Unione Sovietica)

Singolo femminile
- Oro – Miwa Fukuhara (Giappone)
- Argento – Junko Ueno (Giappone)
- Bronzo – Helli Sengstschmid (Austria)

Danza sul ghiaccio
- Oro – György Korda / Pál Vásárhelyi (Ungheria)
- Argento – Jutta Peters / Wolfgang Kunz (Germania Ovest)
- Bronzo – Irena Spatenková / Michal Jiránek (Cecoslovacchia)